# Ба-Чжа
Ба-Чжа (кит. упр. 八蚱/𧈢蚱/叭蜡, пиньинь bāzhà) — в поздней китайской мифологии божество, уничтожающее саранчу. Считается, что Ба-Чжа вызывает саранчу в суд и сажает её на цепь. Ба-Чжа изображается с лицом человека, с носом, похожим на птичий клюв. Обнажён по пояс. Ниже пояса его туловище напоминает колокол (по одной из легенд, он родился от колокола), из-под которого торчат большие птичьи лапы с когтями. На голове странные волосяные пучки за ушами как бы заменяют рога. В одной руке он держит тыкву-горлянку, в которую сажает саранчу, уничтожая её таким образом. В другой руке меч или слиток золота, или деревянный молоток, или знамя с надписью: «собираю саранчу и уничтожаю её». Каждый год после сбора урожая устраивалась благодарственная церемония в честь Ба-Чжа.